# Eupithecia ryukyuensis
Eupithecia ryukyuensis är en fjärilsart som beskrevs av Inoue 1971. Eupithecia ryukyuensis ingår i släktet Eupithecia och familjen mätare. Inga underarter finns listade i Catalogue of Life.